# Občanská válka v Gondoru
Občanská válka v Gondoru, známá také jako Kin-Strife (Příbuzenská válka) byla katastrofální desítky let trvající občanská válka v Gondoru během Třetího věku.

## Pozadí
První nepokoje Gondoru vypukly během prvních migrací Seveřanů do Gondoru, kdy mnoho Dúnadanů proti tomuto stěhování protestovalo s obavami, že mísení se Seveřany oslabí nebo znečistí Númenorskou krev. Nepokoje, které nakonec vyústily v občanskou válku, začaly, když se Valacar, syn gondorského krále Rómendacila II., oženil s ženou ze Seveřanů z Rhovanionu, Vidumavi. Porodila mu syna Vinitharya, kterému bylo dáno gondorské jméno Eldacar. Avšak mnoho lidí z Gondoru, převážně Dúnadanů, bylo tímto míšením krve nižších lidí a Númenórejců rozhněváno a provincie jižně od Osgiliathu se vzbouřily, když Valacar zestárnul.

## Konflikt
V roce 1432, kdy Eldacar nastoupil na trůn po smrti svého otce, přerostly již přítomné nepokoje v otevřenou vzpouru, zejména v jižních a pobřežních provinciích. Mnoho lidí vidělo Eldacara jako míšence, a proto neměl právo vládnout. Hlavním z nich byl jeho vzdálený příbuzný Castamir, který získal přízvisko Uchvatitel, a byl známý také jako „Pán lodí“, který v roce 1437 prohlásil svůj nárok na trůn a vytáhl proti Osgiliathu. Eldacar stále měl podporu Seveřanů ve službách Gondoru a Dúnadanů ze severních částí říše, ale byli přemoženi vojsky Castamirových stoupenců, ke kterým se přidala velká část gondorské armády, celé námořnictvo, a které podporovaly i posily ze zemí a kolonií Černých Númenorejců a Temných Dúnadanů. Přestože bojoval statečně, Eldacar byl zahnán zpět do hlavního města a tam byl obléhán, dokud ho Castamirova mnohonásobně větší armáda a hrozba hladomoru nevyhnaly. Při obléhání a následném vypálení města byla zničena věž Osgiliathu a její palantír byl ztracen v Anduině. Když bylo město dobyto, Castamir ukázal svou krutou stránku, usmrtil Ornendila, syna Eldacara, a způsobil útlak a ničení daleko nad potřeby války. Přestože se zmocnil trůnu pro sebe, Castamir postupně ztratil podporu lidí Gondoru kvůli své krutosti a nedostatku štědrosti, jak se ukázalo při zbytečně brutálním vyplenění města a popravě Ornendila. Jeho láska k lodím a flotilám nad zemí, které vládl, přidala k jeho negativnímu veřejnému souhlasu. Také se pokusil přesunout sídlo trůnu z Osgiliathu do Pelargiru, což přispělo k jeho neoblíbenosti mezi obyvateli Ithilienu a Anorienu. Eldacar s rodinou uprchl do vyhnanství ke králi Vidungovi v království Rhovanionu, který byl bratrem Vidugavia, předchozího krále Rhovanionu a otce Eldacarovy matky, a mnoho Seveřanů ve službách Gondoru a Dúnadanů ze severních provincií Gondoru se k němu shromáždilo. Mnozí z Dúnadanů si ho začali velmi vážit a mnozí další začali nenávidět Castamira, jeho uzurpátora. V Rhovanionu Eldacar zůstal deset let, dokud nebyl připraven porazit Castamira.
O celé desetiletí později, v roce 1447, se Eldacar vrátil s velkou armádou z Rhovanionu. Castamirova neoblíbenost vedla k tomu, že mnoho lidí žijících v Calenardhonu, Anorienu a Ithilienu se shromáždilo pod prapory Eldacara. Obě strany se setkaly na cestě mezi Pelargirem a Minas Tirith a střetly se v bitvě na brodech řeky Erui, kde se prolilo mnoho Gondorské krve, dokud se Eldacarovi nepodařilo Castamira zabít. Ale Castamirovi synové a jeho stoupenci se stáhli do Pelargiru. Eldacar je obléhal po zemi až do příštího roku, kdy se všemi svými silami odpluli na jih a na východ do exilu. Eldacar je nemohl následovat, protože neměl žádné lodě, jelikož Castamirovi stoupenci a jejich spojenci je všechny vzaly s sebou.

## Důsledky
Gondor nejenže ztratil celé námořnictvo a všechny provincie jižně od Ithilienu, ale získal nové nepřátele na jihu, kde se Castamirovi stoupenci usadili a společně s Černými Númenorejci a podporou Haradských vedli útoky proti Gondoru. Pod Castamirovým synem pak z části Castamirových stoupenců vznikla frakce Umbarských Korzárů, a tím vznikla i hrozba pro gondorské pobřeží a veškerý provoz po moři. Korzáři plenili Gondor po mnoho staletí až do vlády Aragorna II. Elessara a neustále decimovali území Lebenninu a Ithilienu. Ztráta Umbaru a ostatních jižních provincií Gondoru také snížila Gondorský vliv na jihu, což osvobodilo ty Haradské země, které byly vazaly Gondoru, od jeho vlivu, a umožnilo národům Haradu znovu bojovat proti Gondoru.
Po Eldacarově návratu na trůn se krev rodu Anárionů a dalších šlechtických rodů Dúnadanů smísila s nižšími muži a populace Gondoru byla obnovena díky velkému počtu Seveřanů z Rhovanionu stěhujících se na jih. Velká část elity a zkušených vojáků Gondoru byla zabita během bitvy na brodech řeky Erui.
Po příbuzenské válce byli králové Gondoru obecně opatrní a bdělí vůči blízkým příbuzným; podezřelí se často přestěhovali na jich a východ k Temným Dúnadanům, Černým Númenorejcům nebo Umbarským Korzárům nebo se zřekli svého dědictví a vzali si manželky ne-Númenorské krve, což dále oslabilo númenorský rod Anárionů. Důsledky byly stále pociťovány o staletí později, v době posledního krále Eärnura, kdy žilo jen velmi málo potomků králů; když byl Eärnur ztracen v Minas Morgulu, nenašel se žádný vhodný dědic, který by ho nahradil, a tak selhala královská linie Gondoru.